# El Pedroso de la Armuña
El Pedroso de la Armuña ist eine westspanische Gemeinde (municipio) in der Provinz Salamanca in der Autonomen Gemeinschaft Kastilien-León. 2024 hatte die Gemeinde 215 Einwohner. Neben dem Hauptort El Pedroso besteht noch der kleine Weiler La Ventosa.

## Geographie
El Pedroso de la Armuña liegt etwa 19 Kilometer nordöstlich von Salamanca in einer durchschnittlichen Höhe von ca. 825 m. Durch die Gemeinde führt die Bahnstrecke Medina del Campo–Vilar Formosa.

## Bevölkerungsentwicklung
| Jahr      | 1900 | 1950 | 1970 | 1981 | 1991 | 2001 | 2011 | 2021 |
| Einwohner | 648  | 769  | 627  | 381  | 363  | 310  | 257  | 217  |

## Bauwerke
- Peterskirche (Iglesia de San Pedro Apostól)
- Empfangsgebäude des Bahnhofs
- Wasserturm

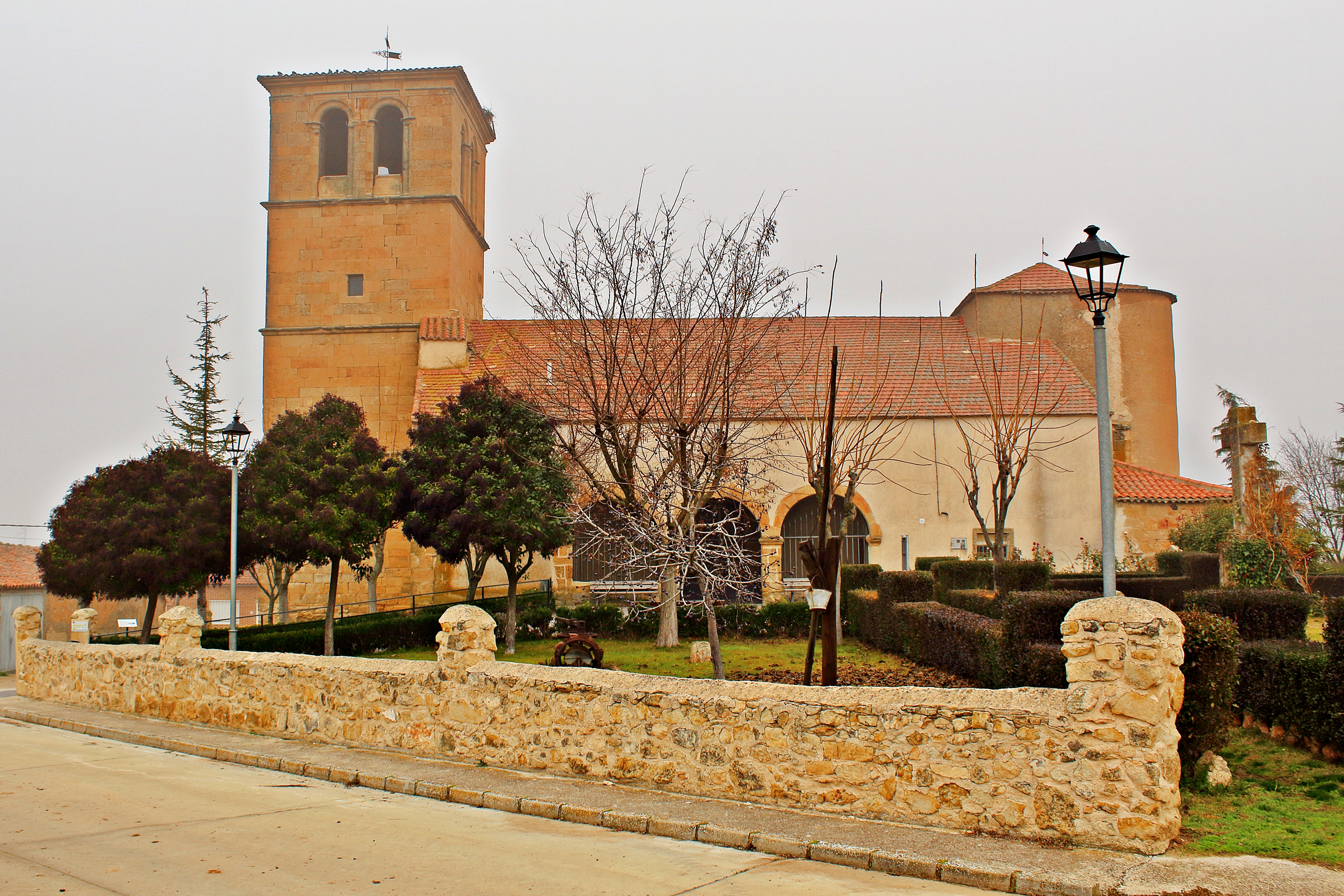
Peterskirche
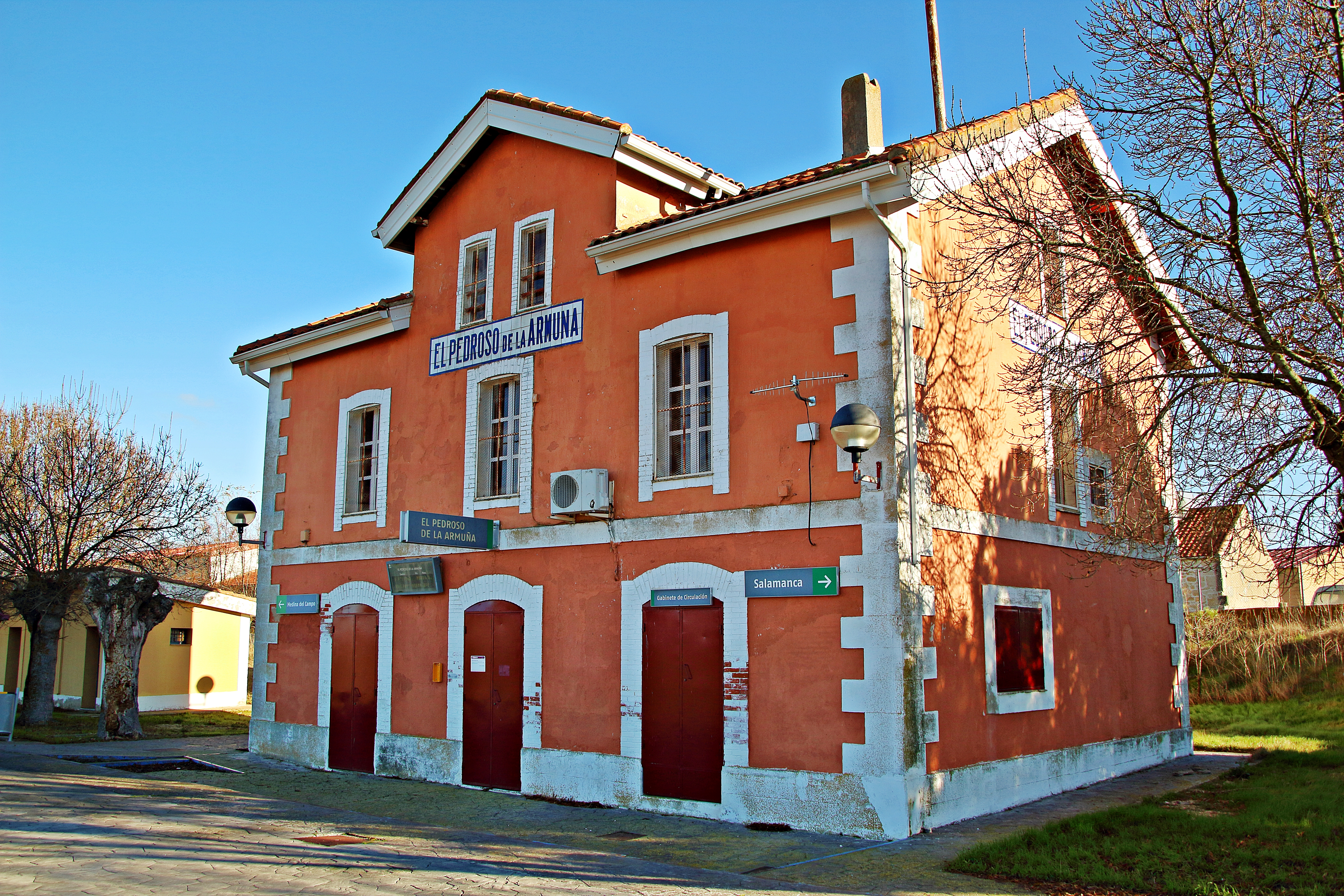
Empfangsgebäude
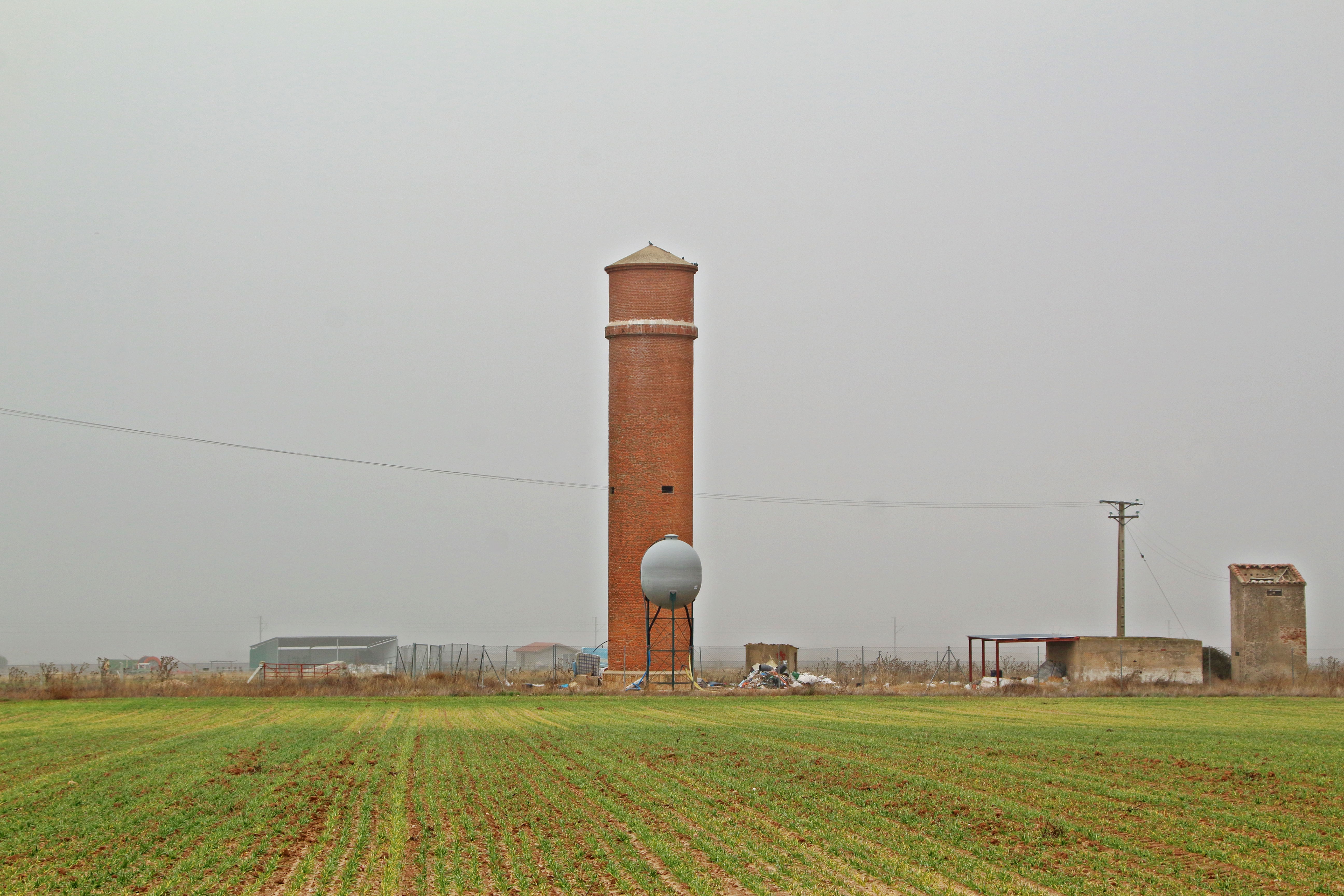
Wasserturm
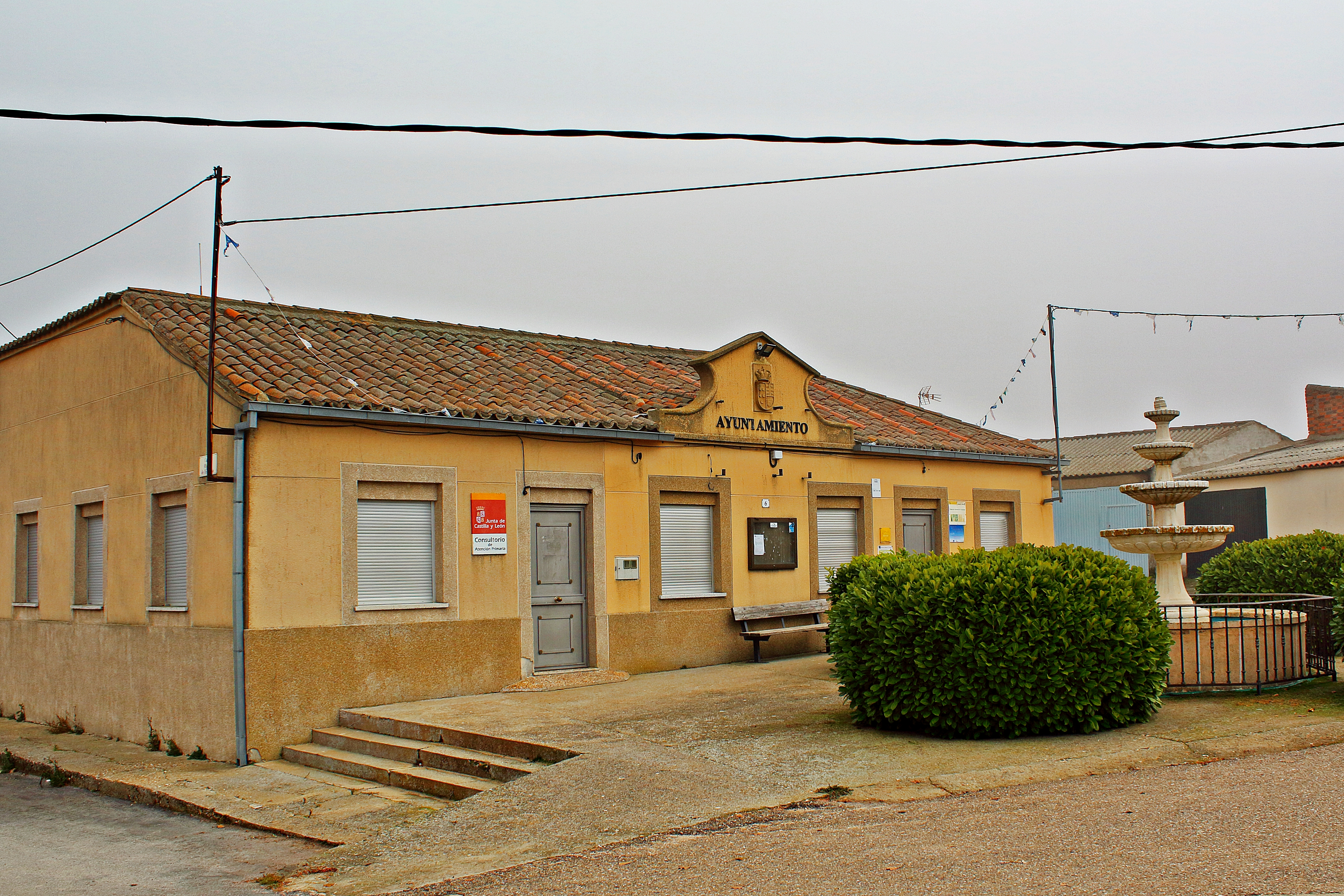
Rathaus